# Aaronsaari
Aaronsaari är en ö i Finland. Den ligger i sjön Keski-Musti och i kommunen Polvijärvi i den ekonomiska regionen  Joensuu ekonomiska region  och landskapet Norra Karelen, i den centrala delen av landet, 400 km nordost om huvudstaden Helsingfors. Öns area är 1,1 hektar och dess största längd är 180 meter i öst-västlig riktning.